# Rónaszék

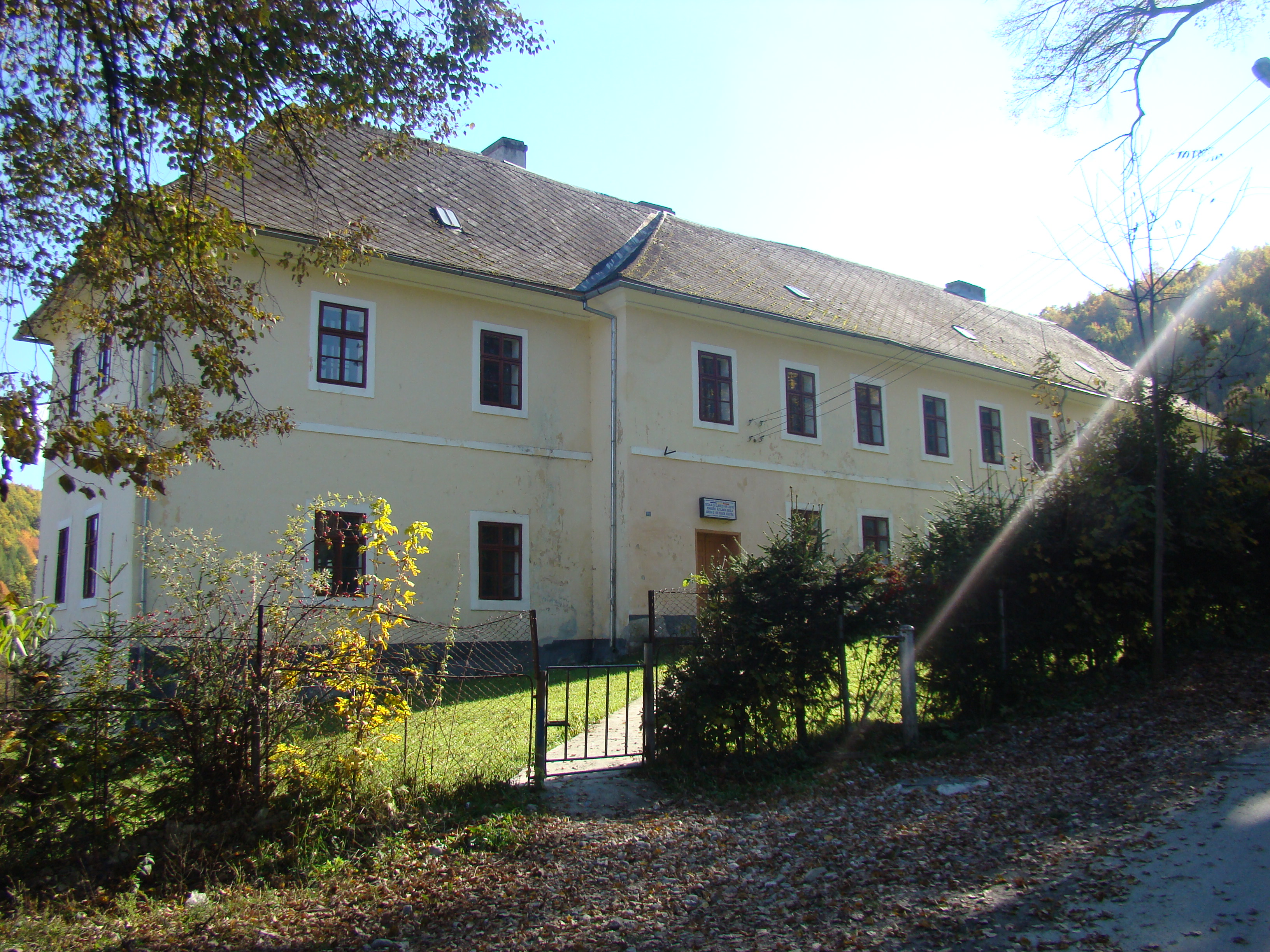
Az „Apafi-kastély”

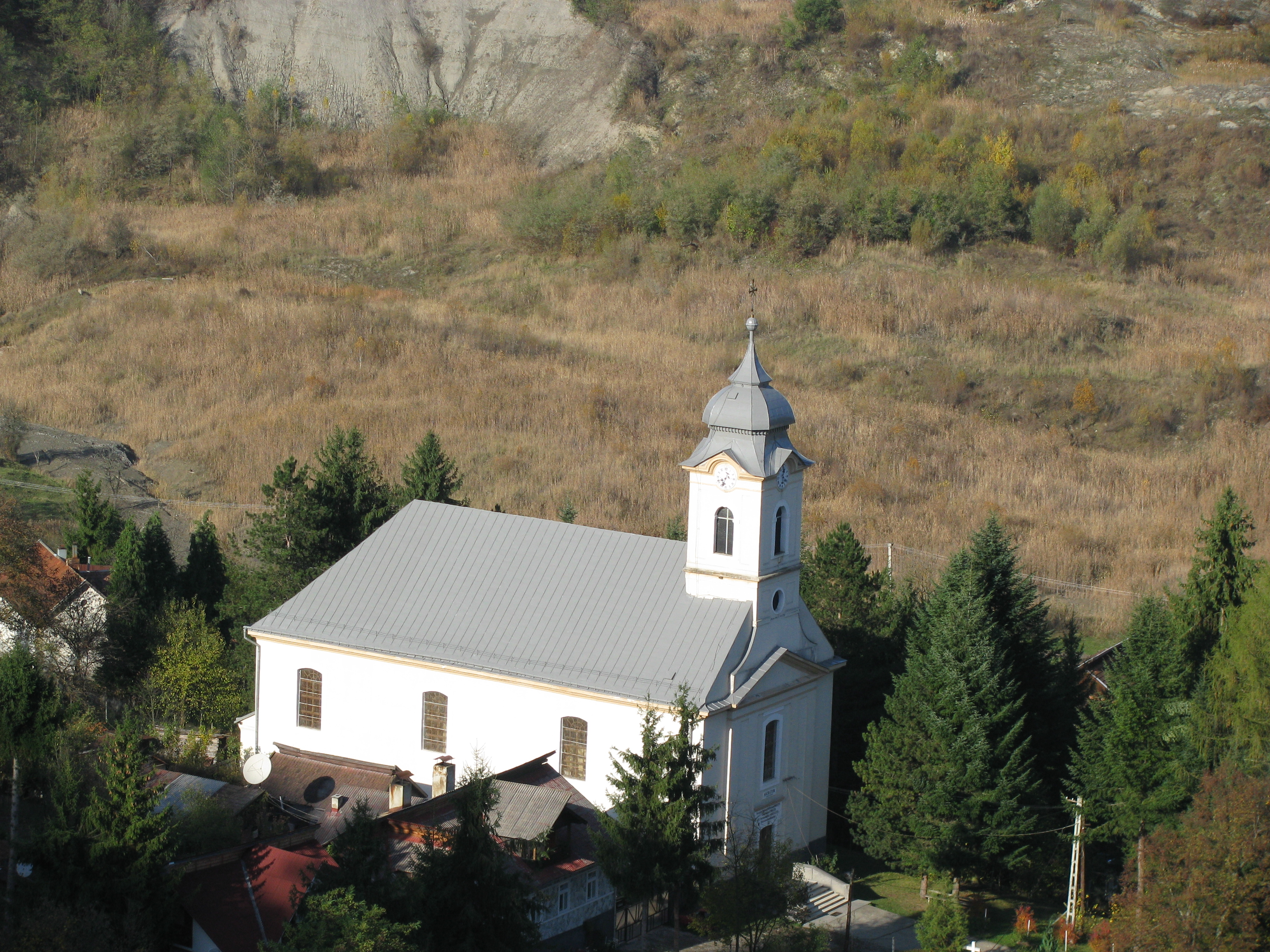
Római katolikus templom

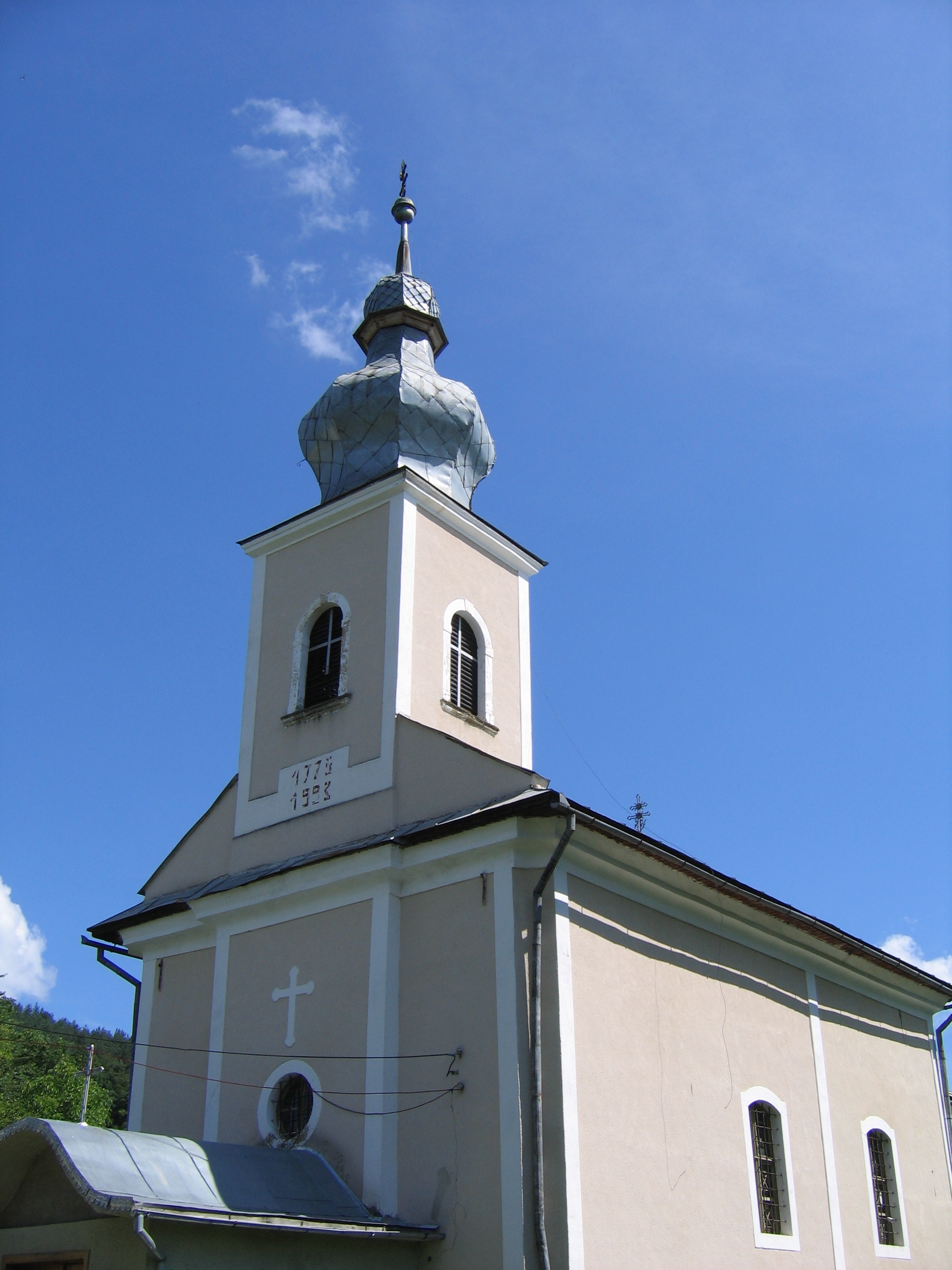
Görögkatolikus templom

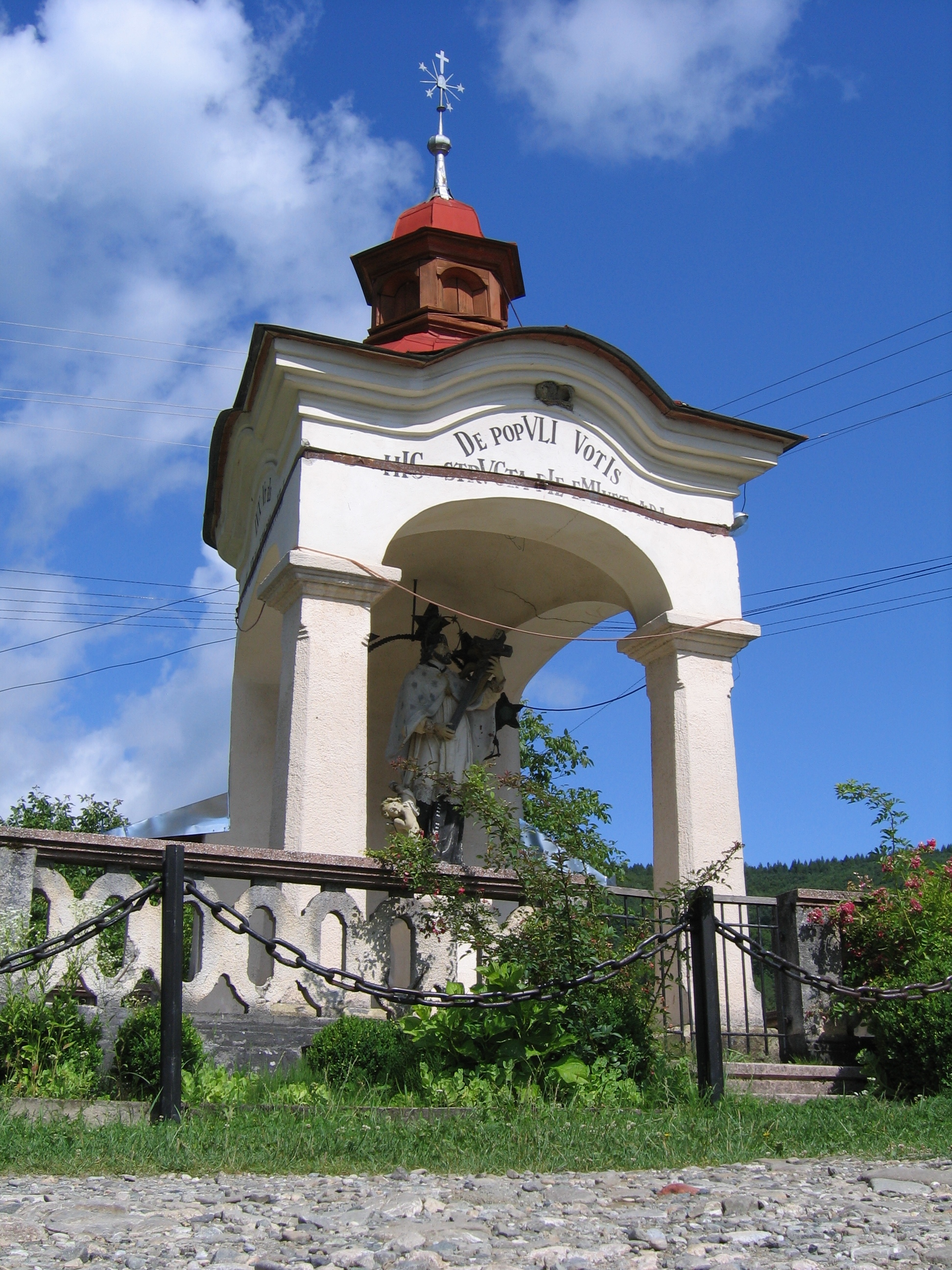
Nepomuki Szent János-szobor

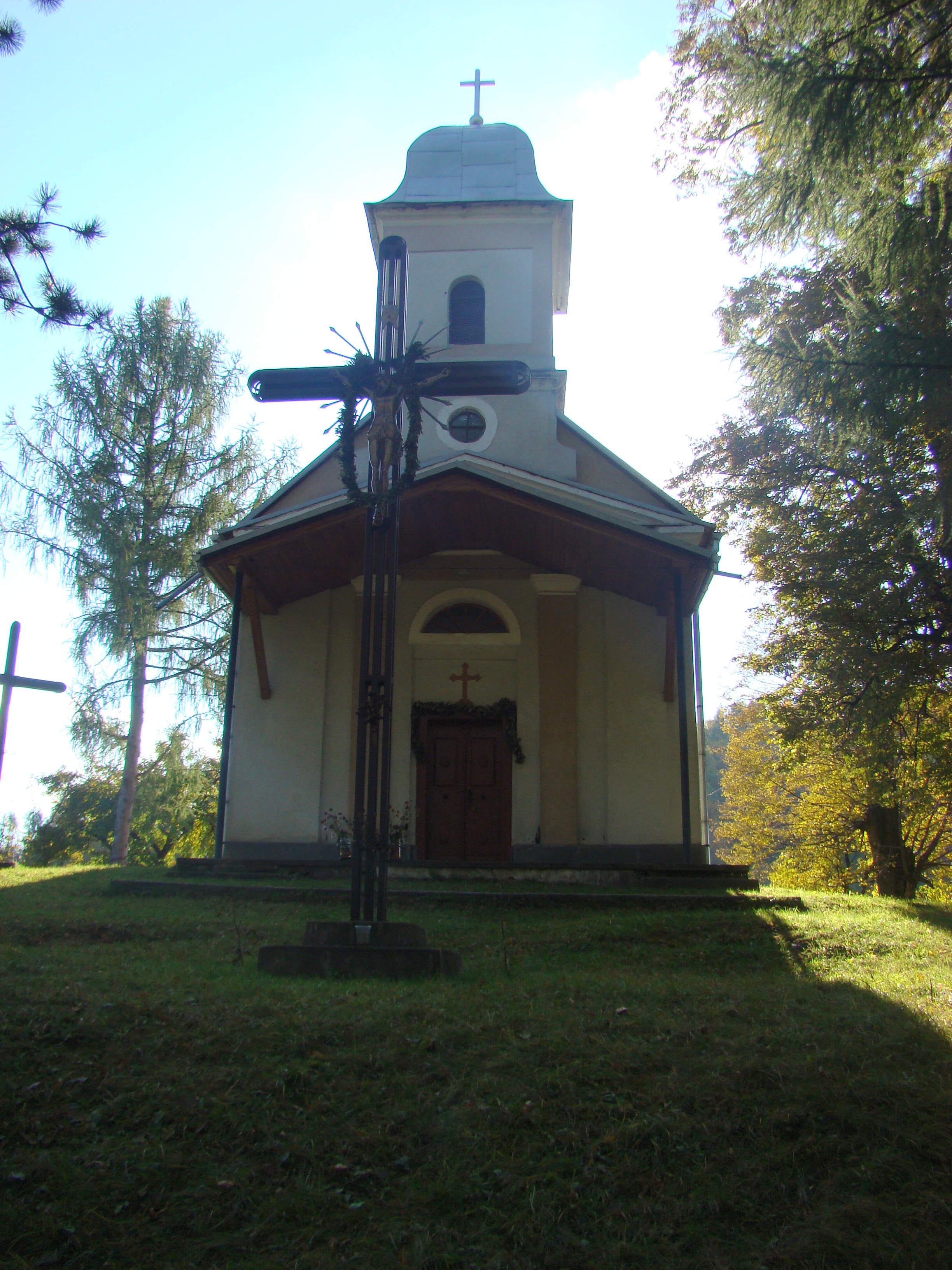
A kálváriatemplom

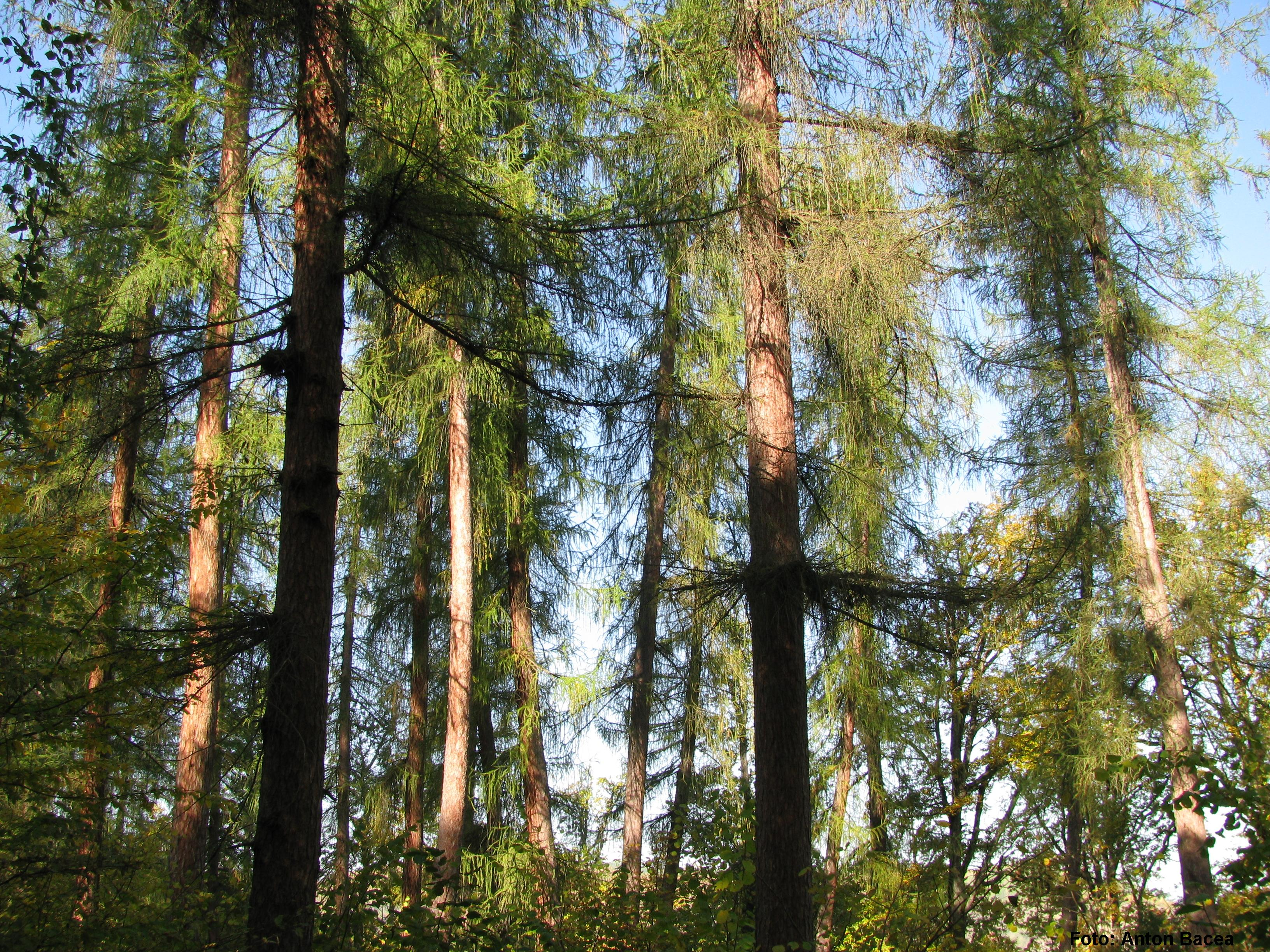
Vörösfenyők

Rónaszék (románul: Coștiui, németül: Rohnen, ukránul: Коштіль) falu Romániában, Máramaros megyében, a történeti Máramarosban.

## Fekvése
Máramarosszigettől 21 kilométerre délkeletre, a Róna-patak mentén fekszik. A sótömzs 1327×470 méteres alapterületű, 140–150 méter vastag, 55°-os északkeleti dőlésű, északnyugat–délkeleti irányban terül el.

## Nevének eredete
Magyar nevét a Róna-patakról kapta, amelynek neve a szláv eredetű rovina szóból való. Román neve vagy a nyelvjárási, magyar eredetű coștei ('kastély') szóból való, vagy egykori vára magyar nevének átvétele. Először 1474-ben, Ronaszek alakban jegyezték fel.

## Története
Sóbányászatának kezdetei a bronzkorra tehetők, később valószínűleg a rómaiak és a népvándorláskor népei is folytatták a kitermelést. Első említésekor, 1474-ben már sókamara központja volt, várral. A rónaszéki és a környékbeli sóvágókat II. Ulászló 1498-ban mindennemű adó alól felmentette. I. Ferdinánd 1541-ben bérbe adta. Az 1570-es speyeri szerződés értelmében János Zsigmondé lett. A környező településeknek (még a viszonylag messzi, a Tisza túlpartján fekvő Técsőnek is) bizonyos számú sóvágót kellett biztosítania bányái számára. Fennmaradt Homonnai Drugeth Bálint 1607-ben írt szabályzata a rónaszéki bányászat számára. 1626-ban Bethlen Gábor adta bérbe. Sóbányái 1672-ben I. Apafi Mihály birtokában voltak, majd a magyar királyi kamara egymillió forintért váltotta őket vissza. A magyarországi és erdélyi sóügyek rendezése idején, 1732-ben került ismét a magyar kamara igazgatása alá. Az addig főként református magyar sóvágók mellé 1729-ben római katolikus sziléziai és cipszer munkásokat költöztettek. Itt működött a máramarosi sóbányák igazgatósága is 1749-ig, amikor Máramarosszigetre helyezték át. 1743-ban Rónaszék volt a legjelentősebb a magyarországi sóbányák közül. Újabb beköltözőkre utal, hogy 1767-ben már létezett ruszin nyelvű görögkatolikus egyháza. Önálló római katolikus plébániája viszont csak 1780-ban alakult meg, korábban minoriták és piaristák gondozták a híveket. 1767-ben 180 sóvágó mellett öt hivatalnokot és 48 egyéb kincstári alkalmazottat írtak össze. 1786-ban háromszáz sóvágó dolgozott bányáiban és uradalmához tartozott Felsőróna, Trebusa, Fejérpatak, Barlabás és Rahó. Az 1860-as években, amikor 239 sóvágó munkás és 18 hivatalnok dolgozott itt, a magyarországi sótermelés egyharmadát adta. Ekkor ismét innen irányították a máramarosi sóbányászatot egészen 1880-ig, amikor az igazgatóság Aknaszlatinára került. 1872-ben keskeny vágányú vasút épült Máramarosszigetig, amely száz éven keresztül működött. 1878-ban Máramaros vármegye Máramarosszigeti járásától a Tiszavölgyi járáshoz csatolták. 1897-ben vezették be a településre az áramot. A 19. század utolsó éveiben 370 sóbányász fejtette a sót. Egy bányaomlás után, 1928 és 1931 között bezárták a bányákat. Ezután lakóinak többsége lassanként elhagyta, mások kitanulták a kádármesterséget és tölgyfahordókat készítenek.

### Lakossága
1910-ben 1494 lakosából 1471 magyar anyanyelvű; 833 római és 626 görögkatolikus vallású volt.
2002-ben 782 lakosa közül 402 volt magyar, 317 ukrán és 62 román nemzetiségű; 375 római, 198 görögkatolikus és 168 ortodox vallású.

### Bányái
- A harang alakú Apafi-aknát 1674-ben vették művelés alá. Miután 1766-ban beszivárgott a víz, felhagyták. Már 1842-ben lejárót építettek hozzá a turisták számára.
- Az 1703-ban megkezdett Rákóczi-akna 1773-ban merült ki, ekkor vízzel töltötték fel.
- János-akna (1733–70).
- A Pál-aknát 1759-ben, a Károly-aknát 1774-ben, a József-aknát 1778-ban kezdték el művelni. Utóbbi 1864-ig állt művelés alatt, különlegesen tiszta sójából dísztárgyakat is készítettek.
- 1864-ben három aknáját művelték: a Keleti Antal-, a Ferenc- és a Ferdinánd-aknát. A Ferenc-akna 1934-ben 140 méter mély volt.
- A Terézia-bányát 1748-tól megszakításokkal 1876-ig művelték.
- Az Öreg Antalé bánya 1765-től megszakításokkal 1928-ig működött, ma sásos-zsombékos van a helyén.

## Nevezetességek
- Fürdőjének sós vize mozgásszervi, idegrendszeri betegségeket, női bajokat gyógyít. A régi fürdő egy korábbi bánya helyén 1933-tól megszakítással az 1980-as évekig működött. Az újabb fürdőt 1937-ben nyitották meg.
- Az ún. „Apafi-kastély” voltaképpen az egykori sókamara székháza. A három szintes, eredetileg 1689-re elkészült épület első építési fázisát csak apró részleteiben őrzi, mai impozáns alakját a későbbi átalakításoknak köszönheti. Legutóbb az általános iskola működött benne.
- Római katolikus temploma 1804 és 1814 között épült és 1995–97-ben renoválták. Madonnája Hollósy Simon egyetlen vallásos témájú alkotása.
- A görögkatolikus („orosz”) templom 1775-ben épült.
- Nepomuki Szent János szobrát 1741-ben Prükmayer Rudolf kincstári ellenőr költségén állították fel.[6] 1769-ben került mai helyére az egyik bánya bejárata mellől, ahol baldachinházat építettek köré.
- Kálváriatemplom (1841–42).
- Szent Anna-kápolna
- Szűz Mária-kápolna (1771).
- Tó (az egykori Kurucé- és Rákóczi-bánya egy részén).
- A fenyveserdő (vörösfenyves) 0,7 hektáron természetvédelmi terület.

## Híres emberek
- Itt született Borbereki-Kovács Zoltán szobrászművész.
- Itt született Telegdy Károly bányamérnök, a parajdi sóbánya főmérnöke, majd igazgatója. Ő kezdte meg a parajdi bánya gyógyászati célú alkalmazását.

## Külső hivatkozások
- Képek Rónaszékről, 2005–2010
- Fotóriport (németül)